# Discographie de B.A.P
La discographie du boys band sud-coréen B.A.P est constituée de deux albums studios, cinq mini-albums et de vingt-deux singles.

## Albums

### Albums studios
| Titre                                                                              | Détails de l'album | Meilleures positions | Meilleures positions | Ventes                                        |
| Titre                                                                              | Détails de l'album | COR                  | JPN                  | Ventes                                        |
| Coréen                                                                             | Coréen | Coréen               | Coréen               | Coréen                                        |
| ---------------------------------------------------------------------------------- | --- | -------------------- | -------------------- | --------------------------------------------- |
| First Sensibility                                                                  | - Date de sortie : 4 février 2014 - Labels : TS Entertainment, LOEN Entertainment - Formats : CD, téléchargement numérique | 1                    | 16                   | - COR : plus de 104 528 - JPN : plus de 5 969 |
| Japonais                                                                           | |                      |                      |                                               |
| Best. Absolute. Perfect                                                            | - Date de sortie : 30 mars 2016 - Label : King Records - Formats : CD, CD+DVD, téléchargement numérique                    | —                    | 4                    | - JPN : plus de 24 327                        |
| "—" signifie que l'album ne s'est pas classé ou n'est pas sorti dans cette région. | |                      |                      |                                               |

### Mini-albums (EPs)
| Titre                                                                              | Détails de l'album | Meilleures positions | Meilleures positions | Ventes                                                               |
| Titre                                                                              | Détails de l'album | COR                  | JPN                  | Ventes                                                               |
| Coréen                                                                             | Coréen | Coréen               | Coréen               | Coréen                                                               |
| ---------------------------------------------------------------------------------- | --- | -------------------- | -------------------- | -------------------------------------------------------------------- |
| No Mercy                                                                           | - Date de sortie : 19 juillet 2012 - Labels : TS Entertainment, LOEN Entertainment - Formats : CD, téléchargement numérique  | 3                    | 142                  | - COR : plus de 57 124 (Original & réédition), - JPN : plus de 2 458 |
| No Mercy                                                                           | - Réédition : 30 août 2012 (Crash) - Labels : TS Entertainment, LOEN Entertainment - Formats : CD, téléchargement numérique  | 3                    | 162                  | - COR : plus de 57 124 (Original & réédition), - JPN : plus de 2 458 |
| One Shot                                                                           | - Date de sortie : 13 février 2013 - Labels : TS Entertainment, LOEN Entertainment - Formats : CD, téléchargement numérique  | 2                    | 73                   | - COR : plus de 86 386 - JPN : plus de 3 028 - TW : plus de 5 000    |
| Badman                                                                             | - Date de sortie : 6 août 2013 - Labels : TS Entertainment, LOEN Entertainment - Formats : CD, téléchargement numérique      | 3                    | —                    | - COR : plus de 89 004 - JPN : plus de 3 786                         |
| Matrix                                                                             | - Date de sortie : 16 novembre 2015 - Labels : TS Entertainment, LOEN Entertainment - Formats : CD, téléchargement numérique | 1                    | —                    | - COR : plus de 98 276                                               |
| Carnival                                                                           | - Date de sortie : 22 février 2016 - Labels : TS Entertainment, LOEN Entertainment - Formats : CD, téléchargement numérique  | 2                    | 48                   | - COR : plus de 62 762 - JPN : plus de 1 891                         |
| "—" signifie que l'album ne s'est pas classé ou n'est pas sorti dans cette région. | |                      |                      |                                                                      |

### Albums singles
| Titre                                                                              | Détails de l'album                                                                                     | Meilleures positions | Meilleures positions | Ventes                  |
| Titre                                                                              | Détails de l'album                                                                                     | COR                  | JPN                  | Ventes                  |
| Coréen                                                                             | Coréen                                                                                                 | Coréen               | Coréen               | Coréen                  |
| ---------------------------------------------------------------------------------- | --- | -------------------- | -------------------- | ----------------------- |
| Warrior                                                                            | - Date de sortie : 26 janvier 2012 - Label : TS Entertainment - Formats : CD, téléchargement numérique | 3                    | —                    | - COR : plus de 42 261, |
| Power                                                                              | - Date de sortie : 27 avril 2012 - Label : TS Entertainment - Formats : CD, téléchargement numérique   | 2                    | —                    | - COR : plus de 38 650, |
| Stop It                                                                            | - Date de sortie : 23 octobre 2012 - Label : TS Entertainment - Formats : CD, téléchargement numérique | 3                    | —                    | - COR : plus de 26 514, |
| B.A.P Unplugged 2014                                                               | - Date de sortie : 10 juin 2014 - Label : TS Entertainment - Formats : CD, téléchargement numérique    | 2                    | —                    | - COR : plus de 29 986  |
| Put 'Em Up                                                                         | - Date de sortie : 8 août 2016 - Label : TS Entertainment - Formats : CD, téléchargement numérique     | 3                    | —                    | - COR : plus de 29 165  |
| "—" signifie que l'album ne s'est pas classé ou n'est pas sorti dans cette région. | |                      |                      |                         |

## Singles
| Titre | Année  | Meilleures positions | Meilleures positions | Meilleures positions | Meilleures positions | Ventes                       | Album                   |        |
| Titre | Année  | COR Gaon             | COR Billboard*       | JPN Oricon           | JPN Billboard        | Ventes                       | Album                   |        |
| Coréen | Coréen | Coréen               | Coréen               | Coréen               | Coréen               | Coréen                       | Coréen                  | Coréen |
| --- | ------ | -------------------- | -------------------- | -------------------- | -------------------- | ---------------------------- | ----------------------- | ------ |
| "Warrior" | 2012   | 44                   | 49                   | —                    | —                    | - COR (DL) : plus de 384 238 | Warrior (single)        |        |
| "Secret Love" (feat. Song Jieun de Secret) | 2012   | 132                  | 68                   | —                    | —                    |                              | Warrior (single)        |        |
| "Power" | 2012   | 38                   | 26                   | —                    | —                    | - COR (DL) : plus de 251 044 | Power (single)          |        |
| "Goodbye" | 2012   | 51                   | 90                   | —                    | —                    | - COR (DL) : plus de 98 347  | No Mercy                |        |
| "No Mercy" | 2012   | 40                   | 30                   | —                    | —                    | - COR (DL) : plus de 378 003 | No Mercy                |        |
| "Crash" | 2012   | 17                   | 12                   | —                    | —                    | - COR (DL) : plus de 600 779 | Crash                   |        |
| "Stop It" | 2012   | 28                   | 30                   | —                    | —                    | - COR (DL) : plus de 361 845 | Stop It (single)        |        |
| "Rain Sound" | 2013   | 15                   | 16                   | —                    | —                    | - COR (DL) : plus de 265 421 | One Shot                |        |
| "One Shot" | 2013   | 17                   | 20                   | —                    | —                    | - COR (DL) : plus de 284 922 | One Shot                |        |
| "Coffee Shop" | 2013   | 31                   | 16                   | —                    | —                    | - COR (DL) : plus de 94 100  | Badman                  |        |
| "Hurricane" | 2013   | 39                   | 32                   | —                    | —                    | - COR (DL) : plus de 79 757  | Badman                  |        |
| "Badman" | 2013   | 21                   | 35                   | —                    | —                    | - COR (DL) : plus de 110 868 | Badman                  |        |
| "1004 (Angel)" | 2014   | 9                    | 21                   | —                    | —                    | - COR (DL) : plus de 291 297 | First Sensibility       |        |
| "Where Are You? What Are You Doing?" | 2014   | 27                   | 33                   | —                    | —                    | - COR (DL) : plus de 98 091  | B.A.P Unplugged 2014    |        |
| "Young, Wild & Free" | 2015   | 42                   | NC                   | —                    | —                    | - COR (DL) : plus de 39 229  | Matrix                  |        |
| "Feel So Good" | 2016   | 51                   | NC                   | —                    | —                    | - COR (DL) : plus de 53 886, | Carnival                |        |
| "That's My Jam" | 2016   | 114                  | NC                   | —                    | —                    | - COR (DL) : plus de 12 176  | Put 'Em Up (single)     |        |
| Japonais |        |                      |                      |                      |                      |                              |                         |        |
| "Warrior" | 2013   | —                    | —                    | 5                    | 17                   | - JPN : plus de 23 027       | Best. Absolute. Perfect |        |
| "One Shot" | 2013   | —                    | —                    | 10                   | 30                   | - JPN : plus de 21 905       | Best. Absolute. Perfect |        |
| "No Mercy" | 2014   | —                    | —                    | 2                    | 2                    | - JPN : plus de 42 116       | Best. Absolute. Perfect |        |
| "Excuse Me" | 2014   | —                    | —                    | 2                    | 3                    | - JPN : plus de 51 697       | Best. Absolute. Perfect |        |
| "Feel So Good" | 2016   | —                    | NC                   | 5                    | 14                   | - JPN : plus de 17 358       |                         |        |
| "—" signifie que le morceau ne s'est pas classé ou n'est pas sorti dans cette région. * Le Billboard Korea K-Pop Hot 100 a été introduit en août 2011 et s'est arrêté en juillet 2014. |        |                      |                      |                      |                      |                              |                         |        |

## Autres chansons classées
| Titre                                                                                       | Année | Meilleures positions | Meilleures positions | Album             |
| Titre                                                                                       | Année | KOR Gaon             | KOR Billboard        | Album             |
| ------------------------------------------------------------------------------------------- | ----- | -------------------- | -------------------- | ----------------- |
| "It's All Lies"                                                                             | 2012  | 178                  | —                    | Power (single)    |
| "Voicemail"                                                                                 | 2012  | 160                  | —                    | No Mercy          |
| "What My Heart Tells Me To Do"                                                              | 2012  | 168                  | —                    | No Mercy          |
| "I Remember" (Bang Yongguk ft. Daehyun)                                                     | 2012  | 136                  | —                    | Crash             |
| "Yes Sir"                                                                                   | 2012  | 188                  | —                    | Stop It (single)  |
| "Happy Birthday"                                                                            | 2012  | 152                  | —                    | Stop It (single)  |
| "Punch"                                                                                     | 2013  | 100                  | —                    | One Shot          |
| "Coma"                                                                                      | 2013  | 90                   | —                    | One Shot          |
| "0 (Zero)"                                                                                  | 2013  | 89                   | —                    | One Shot          |
| "Whut's Poppin'"                                                                            | 2013  | 183                  | —                    | Badman            |
| "Excuse Me"                                                                                 | 2013  | 142                  | —                    | Badman            |
| "Bow Wow"                                                                                   | 2013  | 141                  | —                    | Badman            |
| "Easy (쉽죠)"                                                                               | 2014  | 79                   | —                    | First Sensibility |
| "With You"                                                                                  | 2014  | 105                  | —                    | First Sensibility |
| "Love Sick"                                                                                 | 2014  | 109                  | —                    | First Sensibility |
| "B.A.B.Y"                                                                                   | 2014  | 110                  | —                    | First Sensibility |
| "Save Me"                                                                                   | 2014  | 118                  | —                    | First Sensibility |
| "Shady Lady"                                                                                | 2014  | 121                  | —                    | First Sensibility |
| "Body & Soul"                                                                               | 2014  | 122                  | —                    | First Sensibility |
| "Spy"                                                                                       | 2014  | 130                  | —                    | First Sensibility |
| "S.N.S"                                                                                     | 2014  | 133                  | —                    | First Sensibility |
| "Check On"                                                                                  | 2014  | 136                  | —                    | First Sensibility |
| "Bang X2"                                                                                   | 2014  | 138                  | —                    | First Sensibility |
| "BAP"                                                                                       | 2014  | 153                  | —                    | First Sensibility |
| "—" montre qu'aucun classement n'a été atteint ou que ce n'est pas sorti dans cette région. |       |                      |                      |                   |

## Vidéographie

### Clips vidéos
| Année    | Chanson                              |        |        |
| Coréen   | Coréen                               | Coréen | Coréen |
| -------- | ------------------------------------ | ------ | ------ |
| 2012     | "Warrior"                            |        |        |
| 2012     | "Secret Love"                        |        |        |
| 2012     | "Power"                              |        |        |
| 2012     | "Goodbye"                            |        |        |
| 2012     | "No Mercy"                           |        |        |
| 2012     | "Crash"                              |        |        |
| 2012     | "Stop It"                            |        |        |
| 2013     | "Rain Sound"                         |        |        |
| 2013     | "One Shot"                           |        |        |
| 2013     | "Coffee Shop"                        |        |        |
| 2013     | "Hurricane"                          |        |        |
| 2013     | "Badman"                             |        |        |
| 2014     | "1004 (Angel)"                       |        |        |
| 2014     | "Where Are You? What Are You Doing?" |        |        |
| 2015     | "Young, Wild & Free"                 |        |        |
| 2016     | "Feel So Good"                       |        |        |
| 2016     | "That's My Jam"                      |        |        |
| Japonais |                                      |        |        |
| 2013     | "Warrior"                            |        |        |
| 2013     | "One Shot"                           |        |        |
| 2014     | "No Mercy"                           |        |        |
| 2014     | "Excuse Me"                          |        |        |
| 2016     | "Kingdom"                            |        |        |
| 2016     | "Feel So Good"                       |        |        |